# Faberhaus
Das Faberhaus liegt im Stadtteil Kötzschenbroda der sächsischen Stadt Radebeul, in der Meißner Straße 266. Der Häusername geht zurück auf die Familienmitglieder der Familie Faber, in deren Eigentum das Haus war (1910: Hugo Faber, 1944: Herbert Faber).

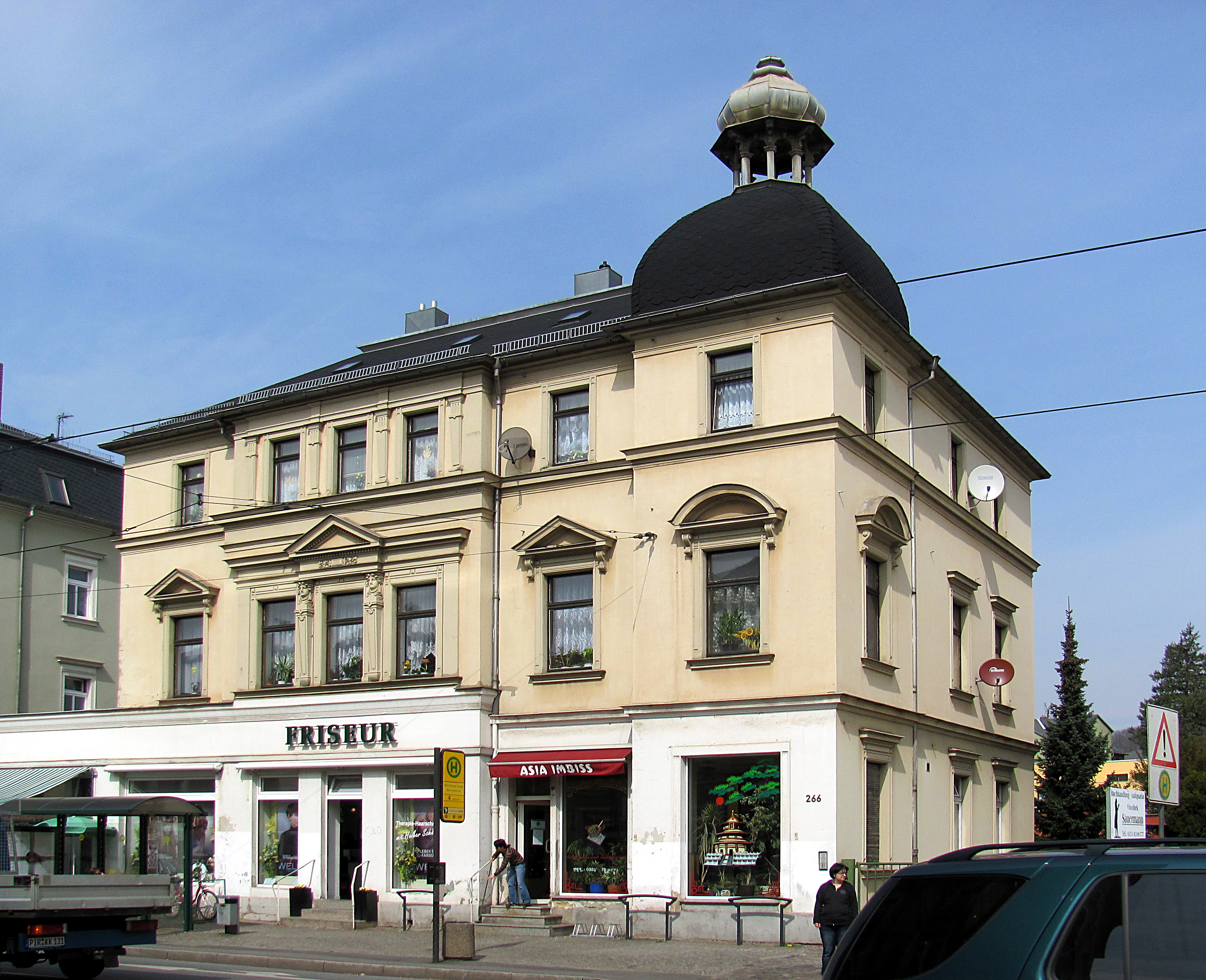
Faberhaus

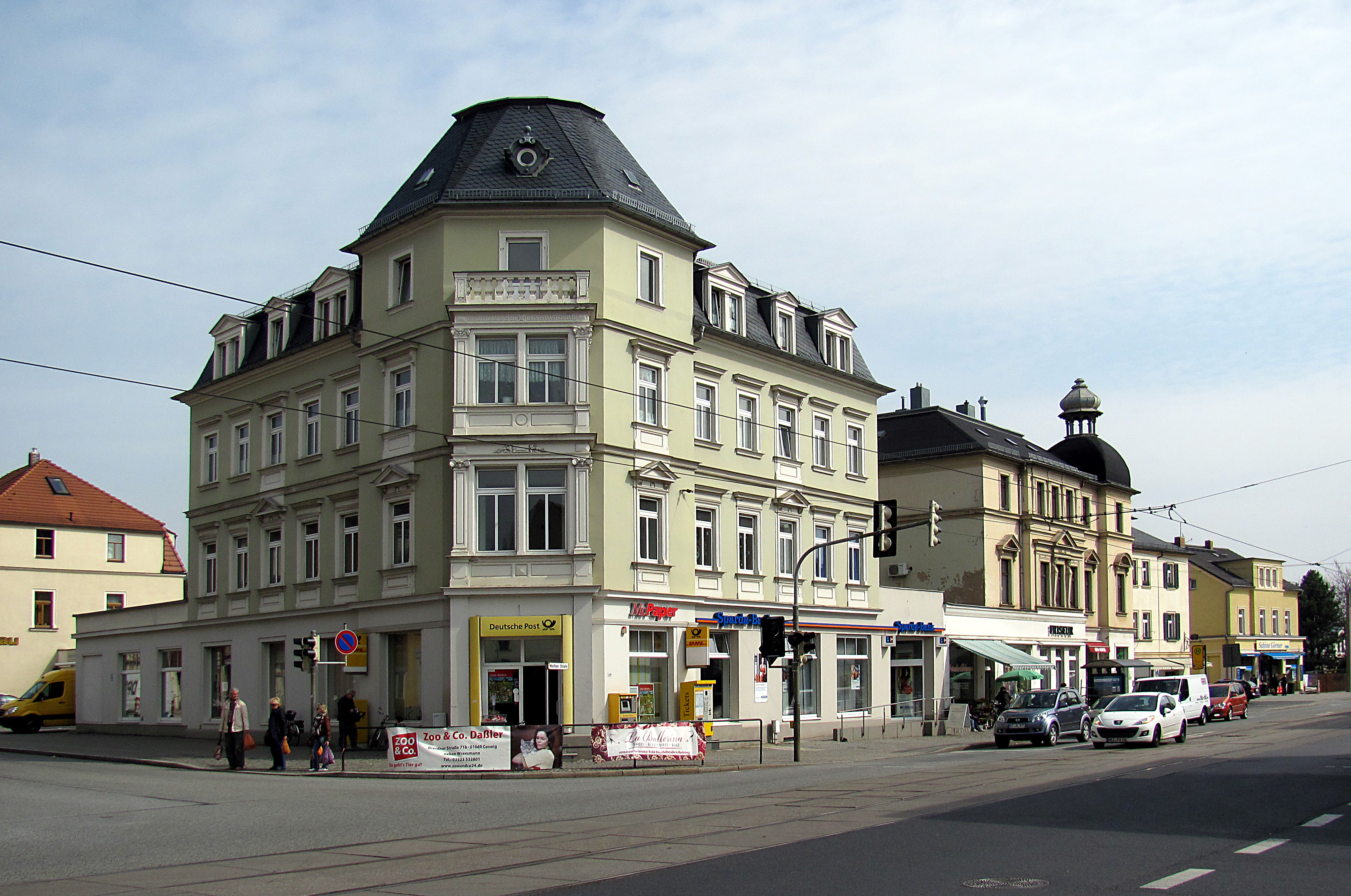
Meißner Straße 268 / Ecke Moritzburger Straße, rechts daneben das Faberhaus

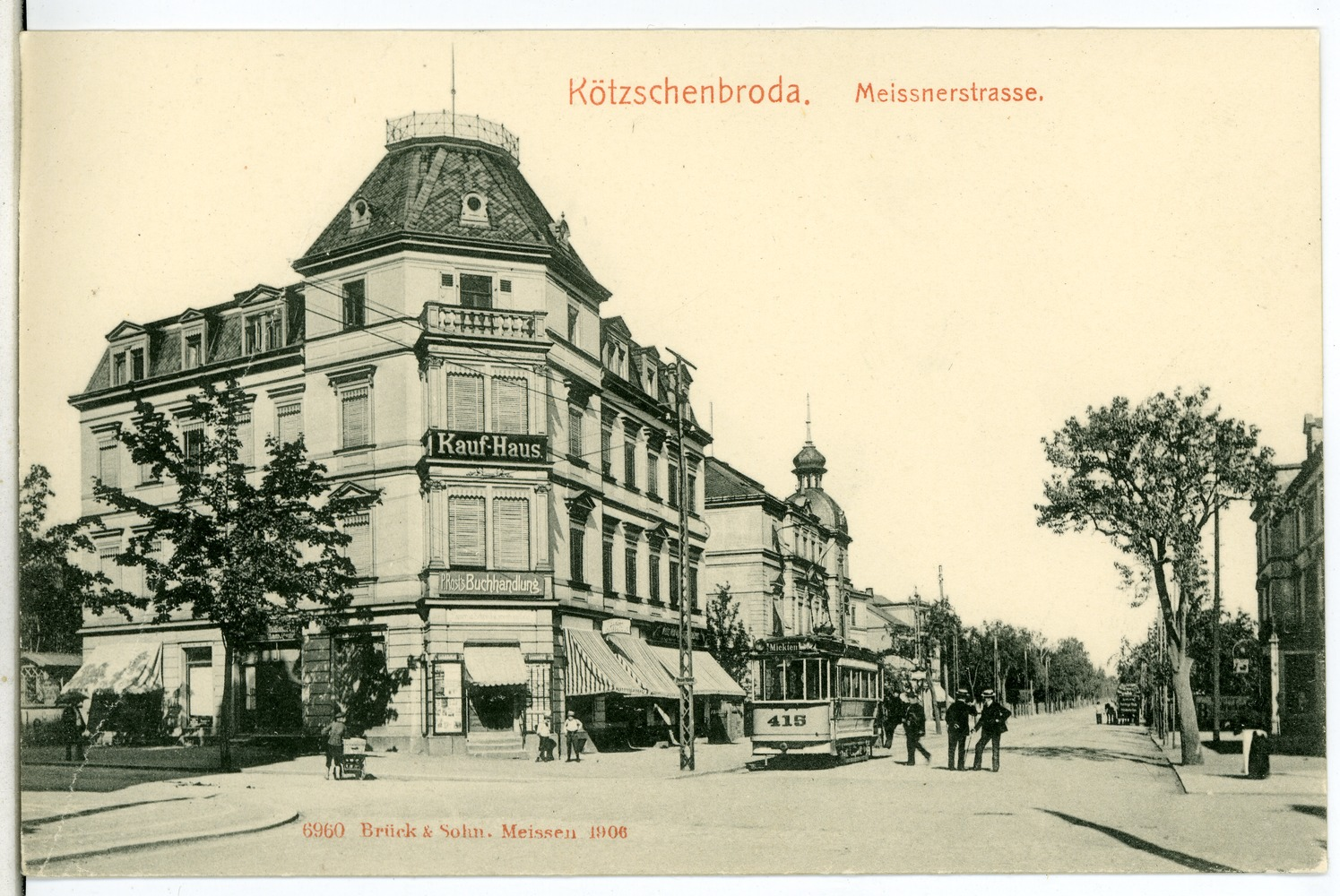
Faberhaus (Mitte). Vor der Meißner Straße 268 (links) steht an der Endhaltestelle zum Bahnhof Kötzschenbroda eine Lößnitzbahn (1906).

## Beschreibung
Das dreigeschossige, unter Denkmalschutz stehende Wohn- und Geschäftshaus ist ein freistehendes Gebäude in einer Reihe ähnlicher Bauten. Es steht unmittelbar rechts des Eckhauses zur Moritzburger Straße und ist selbst „gestaltet wie ein Eckhaus“, spiegelbildlich zu seinem linken Nachbarn. Dieser Eindruck wird hauptsächlich hervorgerufen durch den kräftigen Eckrisalit auf der rechten Seite, der von einer vierseitigen Kuppel mit Laterne bekrönt wird. Hinter dem markanten Dachaufsatz befindet sich ein flaches, abgeplattetes Walmdach, das ehemals verschiefert war.
In der Hauptansicht zur Meißner Straße, dessen Erdgeschoss durch Läden eingenommen wird, steht ein dreiachsiger Mittelrisalit, in dessen erstem Obergeschoss sich ein Drillingsfenster mit Hermen-Pilastern und Ädikulamotiv in der Nachfolge der Dresdner Semper-Nicolai-Schule befindet.
Der Putzbau aus der Zeit um 1890 wird durch Geschossgesimse gegliedert; die Fenster werden durch Sandsteingewände eingefasst, die im ersten Obergeschoss durch „aufwendige Fensterverdachungen im Stil der italienischen Hochrenaissance“ ausgebildet sind.
Die Lücke zum linken Nachbargebäude wird durch einen eingeschossigen, schlichten Geschäfts-Flachbau geschlossen.

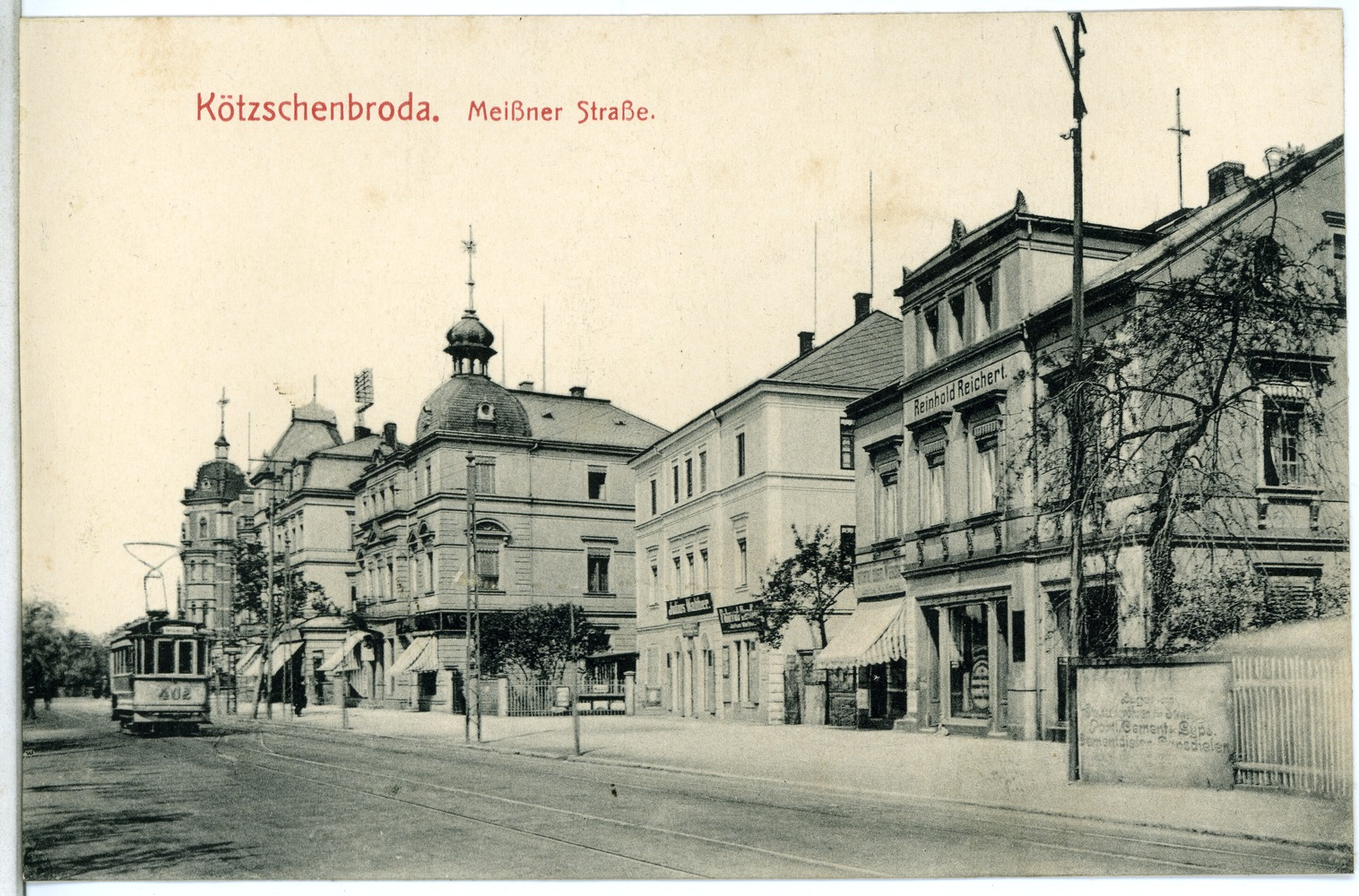
Faberhaus 1912
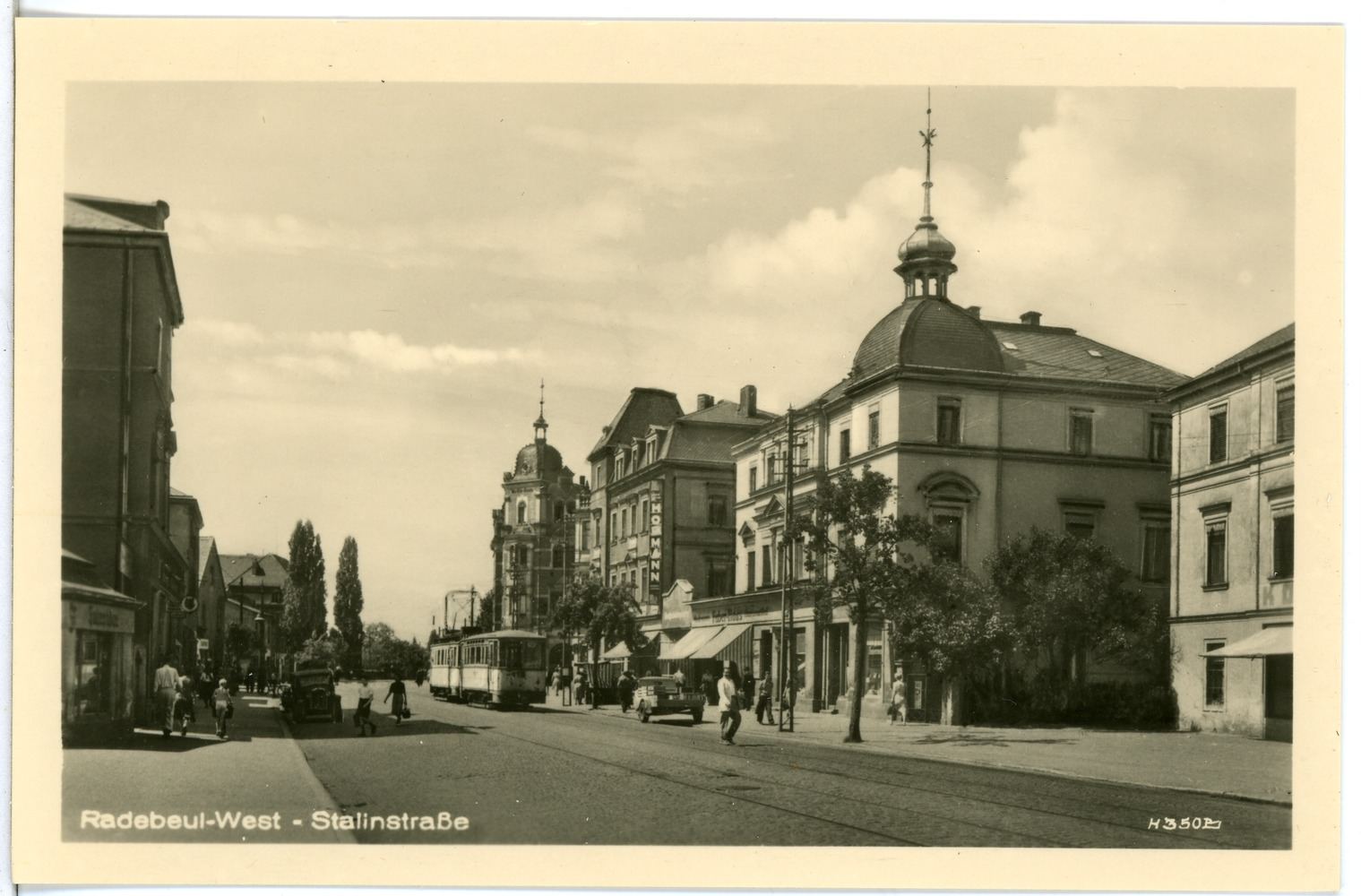
Faberhaus 1952 (Adresse Stalinstraße). Davor steht die Linie 14.